# Daniel Gabriel Fahrenheit
Daniel Gabriel Fahrenheit (Gdańsk, 14 o 24 de maig del 1686 - La Haia, comtat d'Holanda, 16 de setembre del 1736) fou un físic, enginyer i bufador de vidre alemany que és conegut per la invenció del termòmetre d'alcohol (1709), el termòmetre de mercuri (1714) i pel desenvolupament d'una escala per a la mesura de temperatures.

Les escales Farenheit i Celsius